# Буль, Франц Арманд
Франц Арманд Буль (нем. Franz Armand Buhl; 1837—1896) — немецкий политик, депутат германского рейхстага.

## Биография
Франц Арманд Буль родился 2 августа 1837 года в городе Эттлингене в семье Франца Питера Буля (нем. Franz Peter Buhl; 1809—1862) известного в качестве принадлежавшего к готской партии члена Франкфуртского национального собрания 1848 года, а затем депутата баварского ландтага.

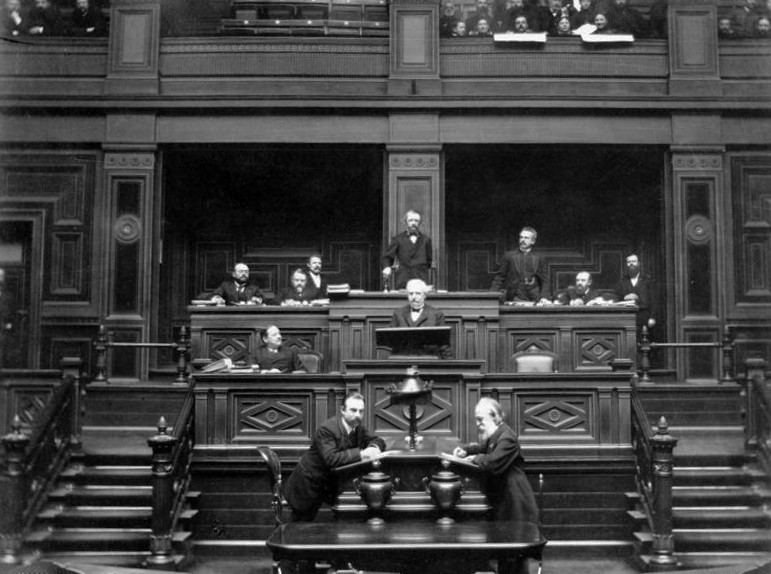
Ф. А. Буль в 1889 году

Изучал в Гейдельбергском университете естественные науки, а затем взялся за управление своими виноградниками в Дейдесгейме в Пфальце.
В 1871 году он был избран в германский рейхстаг и примкнул к национальной партии.
Буль провел в рейхстаге в 1873 году закон против филлоксеры, а в 1881 году — введение пошлины на иностранный виноград и внес предложение о законе против фальсификации вин.
Имя Буля носит представленный им в 1881 году законопроект «О расширении ответственности при обязательном страховании».
Франц Арманд Буль умер 5 марта 1896 года в городе Дайдесхайме.